# رايلي ويلسون
رايلي ويلسون (بالإنجليزية: Riley J. Wilson)‏ (و. 1871 – 1946 م) هو سياسي، وقاضي، ومحامي أمريكي، كان عضوًا في الحزب الديمقراطي، توفي في روستون، عن عمر يناهز 75 عاماً.

## مناصب
تولى منصب عضو مجلس النواب الأمريكي
- عضو مجلس نواب لويزيانا

.